# The Amazing Spiez!
The Amazing Spiez! (en francés: SpieZ! Nouvelle Génération) es una serie de televisión animada franco-canadiense producida por la compañía francesa Marathon Media y la compañía estadounidense Image Entertainment Corporation para Canal J , TF1 y Teletoon. Transmitido originalmente en Teletoon. Es un spin-off de Totally Spies! . El programa se emitió por primera vez en uno de sus canales originales, TF1, el 1 de abril de 2009, aunque ya había comenzado a emitirse el 15 de marzo de 2009 en Disney Channel (Asia).

## Desarrollo
La serie se inspiró por primera vez para hacer un programa de espías, pero para Family and Kids también quería una serie similar a Totally Spies! Entonces Vincent Chalvon-Demersary y David Michel comenzaron la serie, y los spiez decidieron mudarse a Calgary, Alberta. La serie fue producida y construida por la compañía de producción Marathon Media y también fue una compañía de coproducción con Image Entertainment Corporation y fue transmitida por TF1 y Teletoon. Los fondos fueron ayuda del crédito fiscal de producción de películas o videos canadienses, crédito fiscal de producción de películas o televisión de Quebec, Telefilm Canada y Bell Fund. 

## Personajes
- Lee Clark: Lee es el mayor de 13 años y es considerado el más fuerte. Es muy atlético y el espía más poderoso del grupo. Mientras que sus dos hermanos comparten rasgos divertidos e inmaduros, Lee es en parte hermano mayor/en parte figura paterna. Nada es más importante que sus hermanos que haría cualquier cosa para protegerlos. Su traje de espía y su MPCom son rojos. También es el piloto de jet y a menudo se muestra claustrofóbico. Además, tiene la costumbre de volverse loco por las chicas, lo cual es similar a la locura de Clover por los chicos. En su apariencia normal, Lee tiene el pelo castaño rojizo que parece estar en el estilo de una parte superior plana. Tiene los ojos azul pálido (a veces gris), usa una camisa roja de manga corta con una "W" blanca, pantalones de color burdeos, zapatos rojos y una banda para la muñeca roja y blanca. Actualmente trabaja a tiempo parcial en un restaurante llamado Siber Smoothie. Él está estudiando en el octavo grado. Es protagonizado por Donald Reignoux.
- Marc Clark: Marc es el más inteligente del grupo con 12 años, y WOOHP, como se demostró en el episodio WOOCSI. Al igual que Sam, sus hermanos a veces consideran que su inteligencia es extraña. Se hace llamar el "Geek de la familia". Él tiene el conocimiento de todos los temas conocidos por el hombre, pero "como la mayoría de los geeks" no puede obtener una cita. Le gusta jugar con los gadgets y alterar sus funciones. Su traje de espía y su MPCom son azules. A veces cambia de lugar con Lee o Megan como piloto de jet. Él y Megan se llevan muy bien. En la mayoría de los episodios se ven con un brazo o un codo alrededor del otro. En su apariencia normal, Marc tiene el pelo castaño claro y corto en el estilo normal que tendría un niño de 12 años. Tiene los ojos color avellana y lleva una sudadera con capucha azul con mangas blancas, pantalones cargo y zapatos azules. Él y Lee son los únicos dos hermanos que se parecen a su madre, con el tono del cabello y la piel. Su actor de voz es Alexandre Nguyen.
- Megan Clark: Megan es una niña de 12 años optimista y con mucha energía. Ella siempre sale con sus hermanos. Por lo general, se ríe de bromas que no son divertidas en absoluto. A menudo hace juegos de palabras, pero siempre nota que sus juegos de palabras no están destinados. Sus hermanos a menudo le recuerdan que ella es 'solo una niña', pero esto la empuja a ser aún más competitiva. Su traje de espía y MPCom son de color rosa. A veces cambia de lugar con Lee como piloto de jet. Megan es casi la viva imagen de Alex de la serie original, Totally Spies! Ella está en séptimo grado como Marc. Crecer con sus 3 hermanos la hizo desarrollar una especie de personalidad marimacho. En su apariencia normal, Megan tiene el pelo negro recogido en la parte trasera (casi como el de Alex). Ella tiene ojos verdes y usa una sudadera rosa que expone su estómago, una falda rosa con polainas blancas y zapatos rosas con pompones rosa fucsia en ellos. Su piel oscura probablemente sea de su tía Trudy, a quien se ve con una tez oscura y el color del cabello de su padre. En la televisión, viste de rosa y en Internet (como YouTube) viste de púrpura. Megan es la segunda más vieja, Su actriz de voz es Caroline Mozonne.
- Tony Clark: Tony es el hermano menor de la familia Clark que tiene 11 años. Tony es un tonto y un niño muy hiperactivo. Es impaciente y confía demasiado en la intuición, y no le gusta "pensar", lo que a veces lleva a los espías a serios problemas. Su traje de espía y MPCom son amarillos y los Freezdiscs parecen ser su dispositivo favorito. Comparte habitación con Marc. En su apariencia normal, Tony, como Megan, tiene el pelo negro que se levanta de un lado a otro y también tiene los ojos verdes. Lleva una camisa amarilla de manga larga debajo de una chaqueta azul, pantalones azules, zapatos amarillos y un cinturón gris. Él y Megan son los únicos que se parecen a Alex de Totally Spies! y para parecerse a su padre: tono de piel y peinado. Él está en sexto grado. Su actriz de voz es Céline Ronté.
- Jerry: Jerry es el fundador y administrador de WOOHP (Organización Mundial de Protección Humana). Es un caballero británico de mediana edad y muy serio. Él informa a los Spiez sobre sus misiones, distribuye sus dispositivos y proporciona apoyo a la misión con información o participación directa. A menudo es el blanco de bromas cuando se trata de su ausencia de una cabeza llena de cabello y su edad. Su actor de voz es Jean-Claude Donda.
- Tami: Tami es una popular niña de 13 años en la escuela de Spiez. Ella es una rival de Megan. A veces es un poco molesta y a Megan no le gusta mucho que la mimen y la molesten todo el tiempo, mientras que a Tami no le gusta Megan por ser una "perdedora". También ha visto a Megan con todo su equipo de espías y en realidad llegó a respetarla, pero WOOHP borró su memoria. Ella es algo así como Mandy de Totally Spies! aunque no tan maliciosa. Ella es el único personaje que usa más de un atuendo en todo el espectáculo, aparte de Megan en algunos episodios. En "Operation: Evil Paparazzi", se muestra que Tami está enamorada de Lee, pero los sentimientos no se devuelven. A veces se ha asociado con él Clarks o les ha ayudado de alguna manera, e incluso es capaz de llevarse bien con Megan si la situación lo requiere. Su actriz de voz es Delphine Braillon.
- Coline, Danielle y Jacqueline: Coline, Danielle y Jacqueline fueron las tres mejores amigas de Tami. También son rivales de Tony, Marc y Lee.
- Cal Clark: El esposo de Karen y el padre de los Spiez. Es un exagente de OOPSIE que venció a Alpha y Omega (episodio 22-24) con su pareja y ahora esposa, Karen. No tiene idea de que sus hijos son agentes de WOOHP. Es dueño de una tienda de deportes y tiene un estilo de vida muy saludable. Como jefe de la familia Clark, Cal desea inculcar a sus hijos a seguir un cierto tipo de disciplina. Su actor de voz es Emmanuel Garijo.
- Karen Clark: La esposa de Cal, la hermana menor de tía Trudy, y la madre de los Spiez. Karen es una exagente de OOPSIE que, al igual que su esposo, no tiene idea de que sus hijos son agentes de WOOHP. Ahora es agente de bienes raíces, con la voz de Valérie Siclay y Alexandra Garijo.
- Sam, Alex, Clover, Britney, Blaine y Dean aparecen ocasionalmente.
- Algunos de los villanos de Totally Spies! particularmente de la quinta temporada, han aparecido.